# Cirilla
A Cirilla a Cirill férfinév női párja.

## Gyakorisága
Az újszülötteknek adott nevek körében az 1990-es években szórványosan fordult elő. A 2000-es és a 2010-es években sem szerepelt a 100 leggyakrabban adott női név között.
A teljes népességre vonatkozóan a Cirilla sem a 2000-es, sem a 2010-es években nem szerepelt a 100 leggyakrabban viselt női név között.

## Névnapok
július 5., július 7., október 28.

## Idegen nyelvű alakjai
- Cyryla, Cyrylla (lengyel)

## Híres Cirillák
Cirilla Fiona Elen Riannon, a vaják fantasysorozat szereplője